# آندرس اوسترلینگ
آندرس اوسترلینگ (سوئدی: Anders Österling؛ ۱۳ آوریل ۱۸۸۴ – ۱۳ دسامبر ۱۹۸۱) شاعر، مترجم، نویسنده و روزنامه‌نگار اهل سوئد بود. آندرس در سن ۳۵ سالگی در سال ۱۹۱۹ به عضویت آکادمی سوئد برگزیده شد، که جوان‌ترین عضو آکادمی در آن زمان به حساب می‌آمد. او بیش از هر عضو دیگری به مدت طولانی ۶۲ سال بخشی از آکادمی سوئد بود.